# Medicina tradicional tibetana

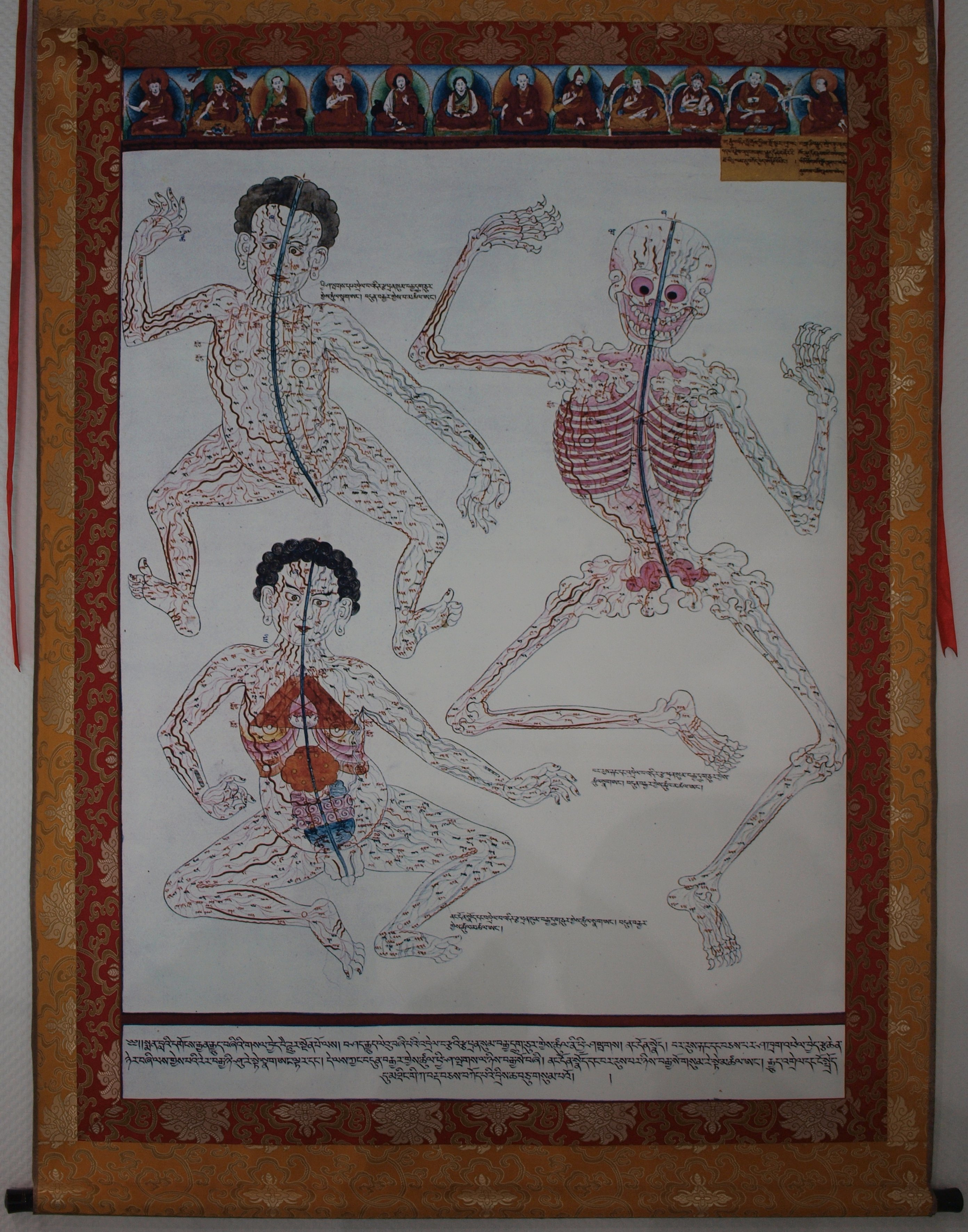
Cartel de la medicina tradicional tibetana

La Medicina tradicional tibetana (en tibetano:བོད་ཀྱི་གསོ་བ་རིག་པ་, Ggso ba rig pan), "ciencia de curar", "conocimiento de curar"), también conocida como medicina Sowa-Rigpa, es un sistema médico tradicional, con siglos de antigüedad, que usa un enfoque complejo de diagnosis, que incorpora técnicas como el análisis de los polos y el análisis de orina, y utiliza la modificación del comportamiento y de la dieta, medicinas compuestas por materiales naturales (por ejemplo, plantas medicinales y minerales) y terapias físicas (por ejemplo la acupunctura tibetana, Moxibustión, etc.) para tratar las enfermedades.
El sistema médico tibetano está basado en los libros del budismo de la India (por ejemplo en los tantras del Abhidharma y Vajrayāna) y en el  Ayurveda. Se continúa practicando en el Tíbet, India, Nepal, Bután, Ladakh, Siberia, China y Mongolia, como también más recientemente en partes de Europa y Norteamérica. Comparte la creencia tradicional del budismo sobre el hecho de que toda enfermedad al final es el resultado de los tres venenos: los apegos, el odio (o aversión) y la ignorancia (o ilusión). La medicina tradicional tibetana sigue las Cuatro Nobles Verdades de Buda.

## Los cuatro Tantras
Los cuatro Tantras (Gyushi, rGyu-bzhi) son textos originarios del Tíbet que incorporan los sistemas médicos de la India, de la China, y Greco-árabes. Se cree que los cuatro Tantras se crearon en el siglo XII y todavía actualmente se consideran la base de las prácticas médicas tibetanas.
- Tantra raíz - trata de los humores del cuerpo.
- Tantra exegético - da una teoría general sobre anatomía, fisiología, psicopatología, embriología y tratamiento.
- Tantra instructivo -también describe los tratamientos específicos.
- Tantra Subsecuente - Diagnosis y terapias, incluyendo la preparación de las medicinas tibetanas y técnicas, como la moxibustión, el masaje y cirugía menor.